# Chan Szajchun
Chan Szajchun (arab. ‏خان شيخون‎) – miasto w Syrii, w muhafazie Idlib. W spisie ludności z 2004 roku liczyło 34 371 mieszkańców.

## Historia
Miejscowość powstała w XIV wieku na bazie karawanseraju. W 1902 angielski podróżnik Henry Ross opisywał ją jako biednie wyglądającą wieś.
W czasie syryjskiej wojny domowej Chan Szajchun zostało opanowane przez islamistycznych terrorystów Dżabhat an-Nusra. Syria odzyskała kontrolę nad miastem w sierpniu 2019. Żołnierze znaleźli tam opuszczone kryjówki bojowników i pozostawioną przez nich broń.